# Hexatoma (Eriocera) manabiana
Hexatoma (Eriocera) manabiana is een tweevleugelige uit de familie steltmuggen (Limoniidae). De soort komt voor in het Neotropisch gebied.